# X (Kylie Minogue)
X è il decimo album in studio della cantante pop australiana Kylie Minogue, pubblicato a novembre 2007.

## Descrizione

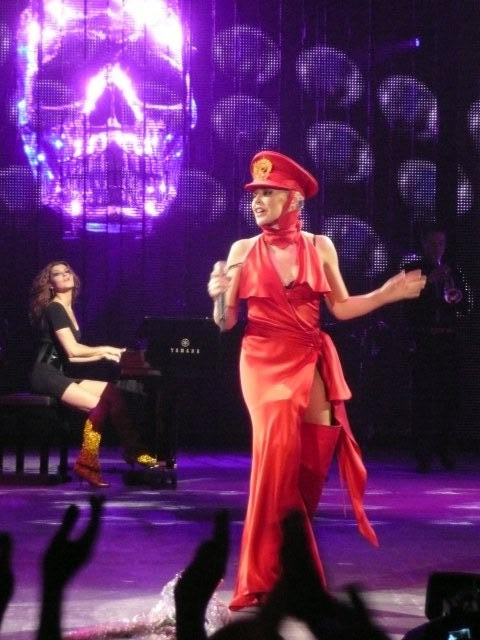
Kylie Minogue interpreta "2 Hearts" in concerto a Berlino.

Uscito nel 2007, a quattro anni di distanza dal precedente Body Language, X è l'album del ritorno di Kylie Minogue dopo la pausa forzata dovuta alla scoperta, cura e guarigione di un tumore al seno. Proprio come reazione al rischio sventato, il disco ha un mood decisamente frizzante, positivo ed ottimistico, non tralasciando però riferimenti al brutto periodo trascorso: alla sua lavorazione hanno collaborato importanti nomi dell'elettronica che hanno creato un sound brillante da dancefloor. L'album è composto per lo più da pezzi pop miscelati ad elettronica, spazia dai ritmi veloci di ispirazione americana (Nu-di-ty, Heart Beat Rock, All I See) passando per il dance pop in puro stile Minogue (The One, In My Arms, Wow) fino ad arrivare ad esperimenti di glam rock come il singolo 2 Hearts. La cantante ha dichiarato di essersi ispirata per questo album agli ambienti estatici dei primi club londinesi come il Boombox e il teatro kabuki, per coglierne la raffinatezza e i suoni alquanto rétro. Anche il primo singolo 2 Hearts riprende lo stile del primo-pop britannico con chiari riferimenti agli anni della grande Marilyn Monroe.
Il 3 dicembre 2008 l'album ha ricevuto una nomination per i 51simi Grammy Awards americani come Best Electronic Album.
L'album X è stato sorretto da un tour mondiale X2008, ha ottenuto diversi status come disco di platino e disco d'oro nel mondo ed ha venduto più di 1 200 000 copie nel mondo.

## Produzione
Per la produzione di questo album la Minogue ha impiegato almeno un anno intero e si è avvalsa di grandi produttori, producendo più di 50 demo-tracce tra Londra, Ibiza e Stoccolma.
Sin da quando era ricoverata a Melbourne, Kylie ha iniziato a scrivere i testi per il suo prossimo album, non appena le terapie per la cura del tumore al seno si conclusero a metà 2006. Ispirata dalla ormai guarigione avvenuta, Kylie scrive i testi per No More Rain e Cosmic. La preoccupazione più grande della cantante era dovuta al fatto che non cantava da molto tempo e le cure per la terapia l'avevano indebolita tantissimo tanto da non essere in grado di decidere se pensare ad un tour o meno. Cominciano così i primi preparativi per la rivisitazione in scena dell'incompiuto Showgirl Tour, per portarlo a termine soprattutto nella natia Australia, che l'ha supportata tantissimo nel periodo di crisi. A fine anno avrebbe ricominciato a produrre e scrivere musica per il suo prossimo album.
Inizia una nuova sessione in New York dove collabora con Jake Shears de Scissor Sisters per le canzoni White Diamond e Singing In My Sleep (mai uscita tra i fans), prima di tornare a Londra per incontrare i produttori BiffCo. La produzione con questi ultimi fu davvero proficua: crea Stars, The One, Fall For You (likkata in rete), Ruffle My Feathers (eseguita dal vivo al Xtour2008), Taprobane (mai uscita) e I Don't Know What It Is uscita come B-side del singolo 2 Hearts. All'interno della produzione BiffCo lavora con il novello Dj Calvin Harris con cui produce In My Arms. Successivamente Minogue incontra parecchi artisti e Dj tra cui Mylo, con cui ha prodotto 2 tracce (likkate in rete) In The Mood For Love e Spell Of Desire. Ritorna in studio con Calvin Harris con cui crea Heart Beat Rock e la cover dei Roxy Music Love is The Drug, mentre i Kish Mauve cominciano a produrre qualcosa per 2 Hearts e Lose Control (likkata in rete). Incide I'm Ready con Boy George. Il team della Parlophone A&R EMI, composto da musicisti, produttori, compositori noti e non, comincia a lavorare qualcosa per Kylie, fin ad incidere alcune tracce All I See, Speakerphone, Cherry Bomb e Nu-di-ty. Le viene proposto un demo per Like a Drug, che accetta solo in secondo momento, trattandosi di una traccia già preparata a cui lei non mette mano.
Finalmente conclusa una parte della sessione per l'album, la cantante vola ad Ibiza e lavora con il Dj Greg Krustin con il quale produce Wow, King Or Queen, Carried Away, Do It Again e Magnetic Electric. Dopo un veloce ritorno a Londra, Minogue si ritrova al lavoro con Guy Chambres che le propone un campionamento della canzone di Serge Gainsbourg Bonnie et Clyde, poi affidata a Cathy Dennis, su cui Kylie propone il testo per Sensitized. Infine lavora con Steve Anderson uno degli ex componenti dei Brothers In Rhythm da cui escono Flower e That's Why They Write Love Songs (entrambe eseguite dal vivo al Xtour2008).

## Titolo
Il titolo X è un chiaro riferimento al fatto che è il decimo album di studio per la cantante, essendo la X il simbolo con cui si indica il numero 10 secondo la numerazione romana antica. X è anche il nomignolo con cui i fan chiamavano l'album prima dell'uscita ufficiale, essendo ancora sconosciuto e quindi un'incognita (X). Molti hanno anche riportato X al fatto che con la X si censurano le produzioni troppo spinte a livello sensuale, essendo l'album uno dei più sexy dell'artista.

## Tracce
1. 2 Hearts – 2:54 (Jim Eliot, Mima Stilwell)
2. Like a Drug – 3:17 (Mich Hedin Hansen, Anthony Asher, Engelina Andrina Larsen, Adam Powers)
3. In My Arms – 3:32 (Kylie Minogue, Paul Harris, Richard Stannard)
4. Speakerphone – 3:54 (Christian Karlsson, Pontus Winnberg, Henrik Jonback, Klas Åhlund)
5. Sensitized – 3:56 (Kylie Minogue, Guy Chambers, Cathy Dennis, Serge Gainsbourg)
6. Heart Beat Rock – 3:24 (Kylie Minogue, Karen Poole, Calvin Harris, Richard "Biff" Stannard, Paul Harris, Julian Peake)
7. The One – 4:04 (Kylie Minogue, James Wiltshire, Russell Small, John Andersson, Johan Emmothm, Emma Holmgren)
8. No More Rain – 4:02 (Kylie Minogue, Karen Poole, Jonas Quant, Christian Karlsson, Pontus Winnberg)
9. All I See – 3:04 (Jonas Jeberg, Mich Hedin Hansen, Edwin "Lil' Eddie" Serrano)
10. Stars – 3:42 (Kylie Minogue, Paul Harris, Richard Stannard, Paul Harris)
11. Wow – 3:13 (Kylie Minogue, Greg Kurstin, Karen Poole)
12. Nu-di-ty – 3:03 (Christian Karlsson, Karen Poole, Pontus Winnberg)
13. Cosmic – 3:10 (Kylie Minogue, Eg White)

Edizione australiana e neozelandese (iTunes)
1. Magnetic Electric – 3:16 (Kylie Minogue, Greg Kurstin, Karen Poole)
2. White Diamond – 3:03 (Kylie Minogue, Babydaddy, Jake Shears)

Edizione cinese, malese e taiwanese
1. In My Arms (feat. Jolin Tsai) – 3:32 (Kylie Minogue, Paul Harris, Richard Stannard)

Edizione europea
1. Heart Beat Rock (Benny Blanco Remix featuring MC Spank Rock) – 3:13 (Kylie Minogue, Karen Poole, Calvin Harris, Richard "Biff" Stannard, Paul Harris, Julian Peake)

Edizione messicana
1. In My Arms (feat. Aleks Syntek) – 3:40 (Kylie Minogue, Paul Harris, Richard Stannard)
2. In My Arms (Spitzer Dub Remix) – 5:03 (Kylie Minogue, Paul Harris, Richard Stannard)
3. Wow (CSS Remix) – 3:16 (Kylie Minogue, Greg Kurstin, Karen Poole)
4. Carried Away – 3:17 (Kylie Minogue, Greg Kurstin, Karen Poole)
5. Cherry Bomb – 4:17 (Kylie Minogue, Jonas Quant, Christian Karlsson, Pontus Winnberg, Karen Poole)
6. Do It Again – 3:22 (Kylie Minogue, Greg Kurstin, Karen Poole)

Edizione statunitense
1. All I See (feat. Mims) – 3:51 (Jonas Jeberg, Mich Hedin Hansen, Edwin "Lil' Eddie" Serrano)
2. Carried Away (Amazon MP3 bonus track) – 3:14 (Kylie Minogue, Greg Kurstin, Karen Poole)

## Successo commerciale
A causa della poca chiarezza del progetto commerciale, l'album non ha ottenuto grandissimo successo, ma ha avuto buoni riscontri in classifica soprattutto in Europa. Ha debuttato nella Top10 di alcuni paesi europei, numero uno in Australia e Taiwan. Ha ricevuto diverse certificazioni, tra cui 4 Platinum e diversi dischi d'oro. L'album ha venduto nel mondo più di 1 100 000 copie, sorpassando le 450 000 copie in Inghilterra, ma ottenendo pochissimo successo in America.

## Classifiche
| Classifica (2007) | Posizione massima |
| ----------------- | ----------------- |
| Australia         | 1                 |
| Regno Unito       | 4                 |
| Svizzera          | 9                 |
| Irlanda           | 14                |
| Germania          | 15                |
| Austria           | 16                |
| Francia           | 19                |
| Belgio (Vallonia) | 23                |
| Belgio (Fiandre)  | 26                |
| Spagna            | 28                |
| Svezia            | 28                |
| Paesi Bassi       | 29                |
| Danimarca         | 34                |
| Nuova Zelanda     | 38                |